# Porto Franco (ort)
Porto Franco är en ort i Brasilien.   Den ligger i kommunen Porto Franco och delstaten Maranhão, i den centrala delen av landet, 1 100 km norr om huvudstaden Brasília. Porto Franco ligger 165 meter över havet och antalet invånare är 14 873.
Terrängen runt Porto Franco är platt. Det finns inga andra samhällen i närheten.
Omgivningarna runt Porto Franco är huvudsakligen savann. Runt Porto Franco är det glesbefolkat, med 12 invånare per kvadratkilometer.